# Potion magique
Potion magique è il secondo album di Jordy, giovane cantante francese che al momento dell'uscita del disco aveva appena cinque anni.
Il disco è stato pubblicato nel 1993 dall'etichetta discografica Sony in diversi paesi d'Europa ed è stato prodotto da Claude Lemoine, padre del giovane cantante.

## Tracce
1. It's Christmas, c'est Noel – 3:34 (A. Salvati, Claude Lemoine)
2. Dis tino – 3:37 (P. Clerget, Claude Lemoine, A. Maratrat)
3. Petit papa Noel – 3:41 (H. Martinet, R. Vincy)
4. Ma petite soeur (Reggae mix) – 3:34 (Claude Lemoine, A. Maratrat, Claude Lemoine)
5. Love Love Dance – 4:08 (P. Clerget, Claude Lemoine, A. Maratrat)
6. Allo maman c'est Noel – 3:33 (A. Salvati, Claude Lemoine)
7. Des cadeaux pour Noel – 3:38 (P. Clerget, Claude Lemoine, A. Maratrat)
8. Cinq ans d'amour – 4:07 (P. Clerget, Claude Lemoine, A. Maratrat)
9. D.J. tu dors! – 5:28 (P. Clerget, Claude Lemoine, A. Maratrat)
10. Love Love Dance (Remix) – 6:09 (P. Clerget, Claude Lemoine, A. Maratrat)

Durata totale: 41:29